# Deutsche Kaukasusexpedition

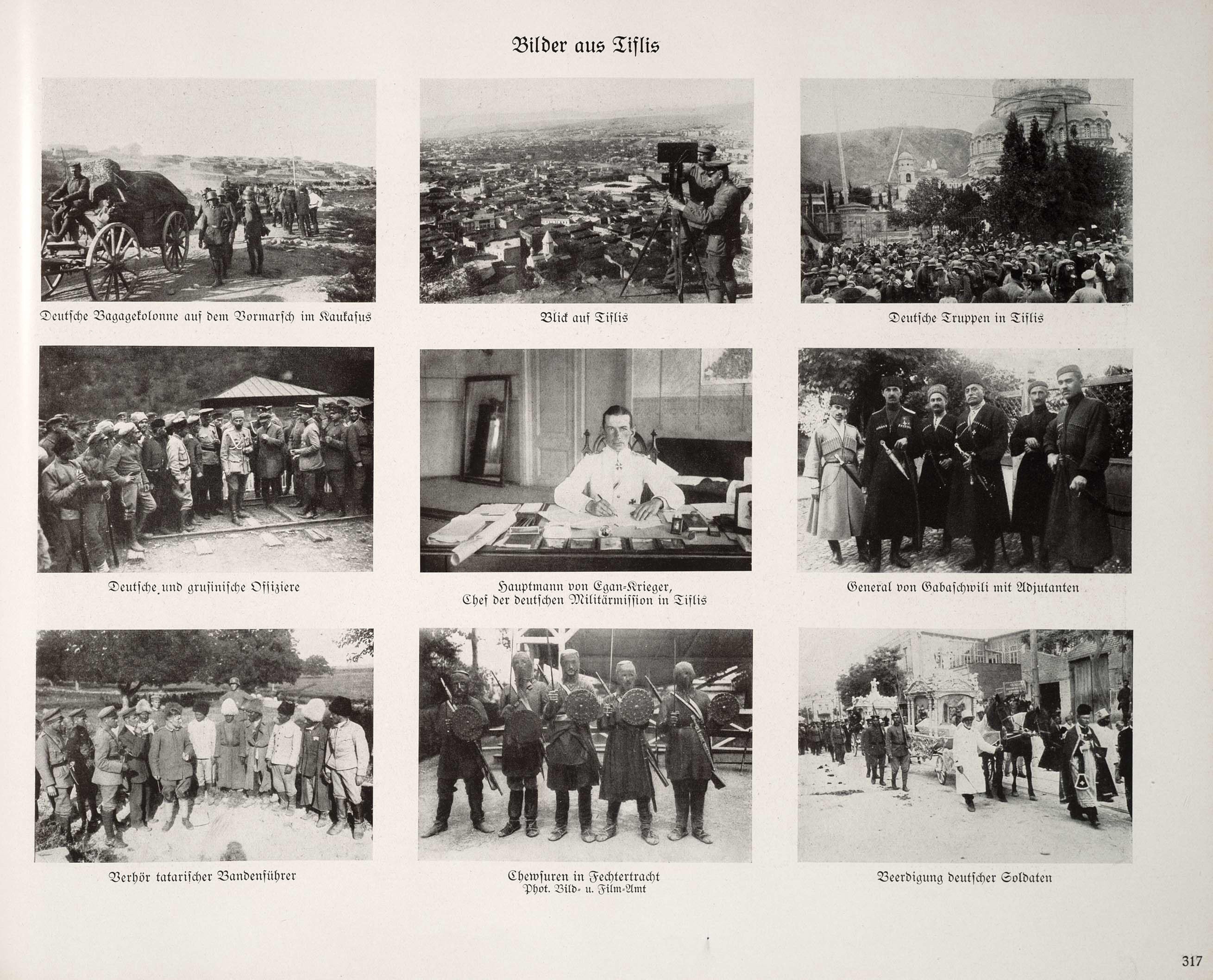
Bildercollage der Kaukasusexpedition im „Großen Bilderatlas des Weltkrieges“

Die Deutsche Kaukasusexpedition war eine militärische Expedition, die vom Deutschen Kaiserreich zum ehemals russischen Transkaukasus während des Ersten Weltkrieges geschickt wurde. Das vorrangige Ziel der Expedition war es, die Öllieferungen für das Deutsche Reich zu sichern und die neugegründete prodeutsche Demokratische Republik Georgien zu stabilisieren.

## Hintergrund
Der Waffenstillstand von Erzincan vom 5. Dezember 1917 beendete die Kämpfe zwischen den Russen und Osmanen im Ersten Weltkrieg an der Kaukasusfront. Diesem Vertrag folgte am 3. März 1918 der Friedensvertrag von Brest-Litowsk, mit dem sich Sowjetrussland, das sich in einem Bürgerkrieg befand, aus dem Weltkrieg zurückzog. Zwischen dem 14. März und April 1918 fanden in Trabzon Verhandlungen zwischen den Osmanen und der Transkaukasischen Demokratisch-Föderativen Republik, die nach dem Rückzug der Russen aus dem Kaukasus gegründet worden war und aus Georgiern, Armeniern und Aserbaidschanern bestand, statt. Der osmanische Kriegsminister Enver Pascha wollte im Gegenzug für das Ende der osmanischen Kriegszüge in den Kaukasus die Anerkennung des Vertrages von Brest-Litowsk seitens der Föderation.
Am 5. April akzeptierte der Vorsitzende der Delegation Akaki Tschchenkeli den Vertrag von Brest-Litowsk als Grundlage für weitere Verhandlungen. Er riet der Regierung der Föderation in Tiflis seinem Beispiel zu folgen, doch diese lehnten wegen des armenischen Drucks ab. Es kam wieder zu Kämpfen im Kaukasus.
Am 11. Mai gab es in Batumi eine neue Konferenz. Nun forderten die Osmanen mehr und wollten die Gebiete von Tiflis, Alexandropol und Etschmiadsin. Sie wollten mit einer Bahnstrecke Kars via Culfa mit Baku verbinden. Darauf zogen sich die armenischen und georgischen Delegierten in Batumi zurück. Am 21. Mai begannen die Osmanen ihre Offensive und kämpften gegen die Armenier in den Schlachten von Sardarapat (21.–29. Mai), von Kara Kilise (24.–28. Mai) und von Bash Abaran (21.–24. Mai). Die Armenier siegten bei Sardapat und konnten so die Eroberung Jerewans abwenden.
Georgien unterzeichnete mit dem Deutschen Reich am 28. Mai 1918 den Vertrag von Poti und sicherte sich so deutschen Schutz gegen die äußeren Feinde wie die Bolschewiki und die Osmanen.

## Truppenstärke
Das Expeditionskorps bestand fast ausschließlich aus bayerischen Truppen und umfasste die 7. Königlich Bayerische Kavallerie-Brigade, verstärkt durch das 29. Bayerische Infanterie-Regiment, das aus den bayerischen Reserve-Jäger-Bataillonen 7 und 9 bestand, dem 10. Sturmbataillon, der 1. Maschinengewehr-Abteilung und der 176. Mörser-Kompanie. Das Korps war 3.000 Mann stark und wurde von Generalmajor Friedrich Freiherr Kreß von Kressenstein angeführt. General Erich Ludendorff war auch an der Aufsicht und Organisation der Expedition beteiligt. Ludendorff empfing georgische Gesandte in Berlin und war auch bei deren Audienz mit dem deutschen Kaiser Wilhelm II. anwesend. Schon kurz nach Beginn des Weltkrieges und vor dem Vertrag von Poti wurde eine Georgische Legion innerhalb der deutschen Armee gegründet.
Das Expeditionskorps kam am 8. Juni 1918 über den Seeweg von der Krim am georgischen Hafen Poti an. Später wurde das Korps durch weitere deutsche Soldaten von den anderen Fronten in Syrien und der Ukraine verstärkt. Viele deutsche Offiziere und Soldaten des Expeditionskorps' erhielten später den Orden der heiligen Tamara.

## Expedition

### Vorspiel

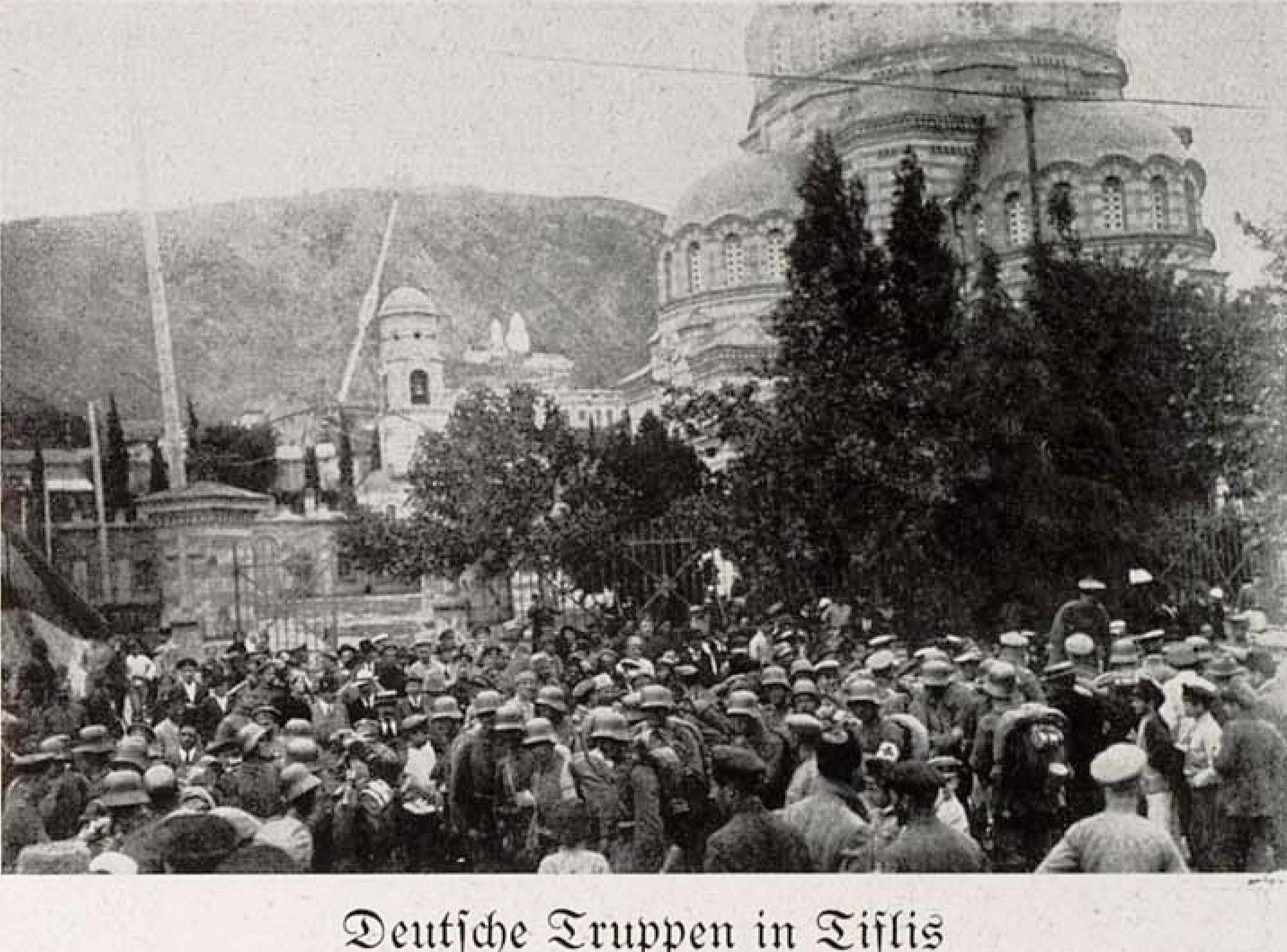
Deutsche Truppen in Tiflis

Am 4. Juni unterzeichnete die Demokratische Republik Armenien zwangsweise unter dem Druck der Osmanen den Vertrag von Batumi. Am 10. Juni erreichten die Deutschen Tiflis und hielten eine deutsch-georgische Militärparade auf der Prachtstraße Rustawelis Gamsiri ab. Später schlossen sich ehemalige deutsche Kriegsgefangene aus Russland und bewaffnete deutsche Siedler an, die sich Mitte des 19. Jahrhunderts im Kaukasus niedergelassen hatten.
Mehrere deutsch-georgische Garnisonen wurden in Georgien stationiert, so z. B. in Poti, Otschamtschire, Kutaissi und Marneuli.

### Der Konflikt um Batumi
Die Ankunft der deutschen Truppen in Georgien fiel mit dem wachsenden deutsch-osmanischen Streit um die Ressourcen und Einfluss im Kaukasus zusammen. Konkret ging es um die Ölquellen bei Baku am Kaspischen Meer und die Pipeline und Bahnstrecke von dort nach Batumi am Schwarzen Meer. Anfang Juni 1918 marschierte der osmanische General Vehib Pascha Richtung Tiflis und traf auf eine deutsch-georgische Einheit. Sein Sieg am 10. Juni führte dazu, dass Berlin Istanbul mit der Kappung aller Hilfe und Rückzug der deutschen Truppen aus dem Osmanischen Reich drohte. Die osmanische Regierung stoppte daraufhin alle militärischen Operationen Richtung Georgien. Für den Moment richtete sich die Aufmerksamkeit der Osmanen auf den Iran und Aserbaidschan.

### Auf den Weg nach Baku
Zur selben Zeit wurden zwei deutsche Divisionen, die aus der Ukraine und dem Balkan nach Georgien verlegt worden waren, Richtung Baku in Marsch gesetzt. Gleichzeitig verhandelte Deutschland mit Sowjetrussland und bat um einen garantierten Zugang für das Öl in Baku. Im Gegenzug würden die Deutschen die Armee des Islam, die unter Enver Pascha aufgestellt worden war und im Kaukasus operierte, aufhalten. Sowjetrussland sicherte den Deutschen gemäß einer Vereinbarung vom 27. August ein Viertel des Öls zu.
Die deutsche Regierung verlangte von der osmanischen Regierung, dass sie die Offensive der Armee des Islams nach Baku stoppen solle. Doch Enver Pascha verweigerte dies und so wurde Baku in der Schlacht um Baku am 15. September 1918 von den Osmanen eingenommen.
Die russische Bicherakhov-Einheit traf sich mit den deutschen Truppen unter der Führung von Oberst Friedrich von der Holtz am 17. September. Die Soldaten der Kommune von Baku, die aus der Stadt flohen, stießen ebenfalls dazu. Doch als eine Krise im September in Deutschland ausbrach, wurde die Kaukasusexpedition beendet.

## Nachwirkungen
Am 21. Oktober befahl die deutsche Regierung den Rückzug der deutschen Soldaten aus der Region. Das letzte Schiff mit Soldaten verließ im Dezember 1918 Georgien. Die letzten Mitglieder des Expeditionskorps erreichten erst im April 1919 Deutschland.

## Erinnerungen
Die Erinnerungen des Friedrich Freiherr Kreß von Kressenstein Meine Mission im Kaukasus wurden 2001 in deutscher Sprache in Tbilisi, Georgien (Verlag Samschoblo) vom Herausgeber Dr. David Paitschadse veröffentlicht.